# 390. Feldausbildungs-Division
Die 390. Feldausbildungs-Division war eine deutsche Infanterie-Division im Zweiten Weltkrieg. 

## Geschichte

### Aufstellung
Die Division wurde am 4. September 1942 in Hannover im Wehrkreis XI als Feldausbildungs-Division für die Heeresgruppe Mitte aufgestellt und an der Ostfront eingesetzt.

### Abgabe von Truppenteilen zur Aufstellung der 52. FeldausbD
Ende 1943 wurde die Division zur Aufstellung der 52. Feldausbildungs-Division herangezogen und wurde zu einer Schatten-Division umgebaut. 

### Auflösung durch Verwendung zur Aufstellung der 390. SichD z.b.V.
Im Februar 1944 erfolgte die Überführung in die 390. Sicherungs-Division z. b. V.

## Kommandeur
- Generalmajor Walter Hartmann: von der Aufstellung bis Februar 1943
- Oberst August Wittmann: von Februar 1943 bis Mai 1943
- Generalmajor/Generalleutnant Hans Bergen: von Mai 1943 bis zur Auflösung (Übernahme des Kommandos der 390. Sicherungs-Division)

## Gliederung
- Infanterie-Feldausbildungs-Regiment 635 aus Kassel, Wehrkreis IX: bis Dezember 1943, an die 52. Feldausbildungs-Division
- Infanterie-Feldausbildungs-Regiment 636 aus Hannover, Wehrkreis XI
- Infanterie-Feldausbildungs-Regiment 637 aus Münster, Wehrkreis VI
- Keine Artillerie- und andere Divisionseinheiten